# Sturmbannführer

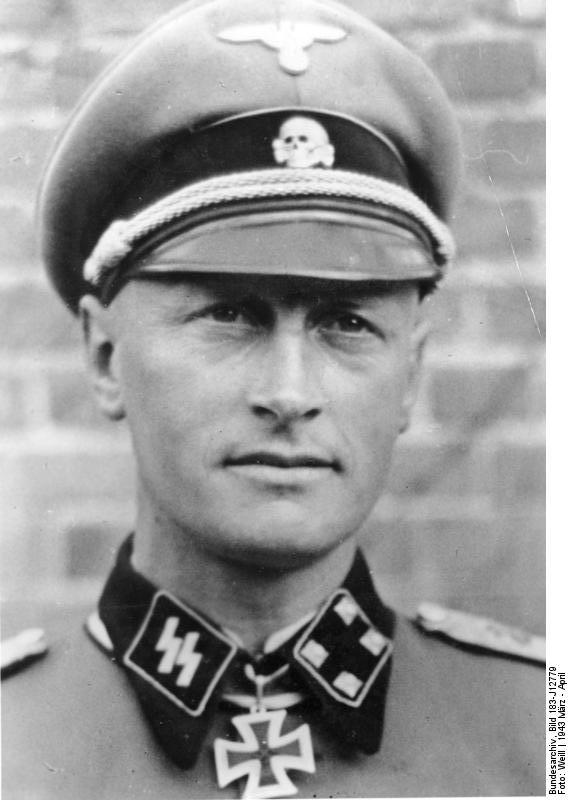
Max Hansen, ofițer SS (SS-Sturmbannführer al Waffen-SS)

Sturmbannführer era un rang paramilitar al NSDAP. Este echivalent gradului de maior. A fost folosit de câteva organizații naziste cum ar fi SA, SS sau NSFK.